# Libkovice pod Řípem
Libkovice pod Řípem jsou obec v okrese Litoměřice v Ústeckém kraji. Žije v ní 528 obyvatel.

## Historie
První písemná zmínka o vesnici pochází z roku 1351.

## Obyvatelstvo
| Rok            | 1869 | 1880 | 1890 | 1900 | 1910 | 1921 | 1930 | 1950 | 1961 | 1970 | 1980 | 1991 | 2001 | 2011 | 2021 |
| -------------- | ---- | ---- | ---- | ---- | ---- | ---- | ---- | ---- | ---- | ---- | ---- | ---- | ---- | ---- | ---- |
| Počet obyvatel | 595  | 644  | 676  | 673  | 679  | 658  | 712  | 530  | 585  | 526  | 563  | 463  | 488  | 488  | 540  |
| Počet domů     | 97   | 104  | 112  | 119  | 117  | 120  | 151  | 160  | 154  | 148  | 152  | 178  | 182  | 189  | 198  |

## Pamětihodnosti
- Evangelický kostel z poloviny 19. století
- Venkovské usedlosti čp. 7 a 34

## Rodáci
- Jan Rous (1869–1950), národopisec
- Jaroslav Bílý (1935–2010), skladatel